# Paolo Maffei
Paolo Maffei (2 ianuarie 1926, Arezzo, Italia – 1 martie 2009, Foligno) a fost un astrofizician și popularizator al științei italian. Este cunoscut prin faptul că a scris mai multe lucrări de istoria astronomiei și de popularizarea acesteia.
A fost director al Observatorului de Astrofizică din Catania și a lucrat la Arcetri, Bologna, Asiago și Hamburg. A studiat cometele, stelele variabile, galaxiile precum și evoluția Universului. A descoperit cel puțin două galaxii: Maffei 1 și Maffei 2 (1968).

## Biografie
Născut într-o familie cunoscută din Foligno, cel puțin până la universitate întotdeauna a trăit în Foligno, apoi, din motive profesionale, a trăit de multe ori departe.
A absolvit studiile universitare la Florența, în 1952, după care a lucrat în observatoarele Arcetri, Bologna, Asiago, Hamburg și Catania, dedicându-se studiului Soarelui, cometelor, nebuloaselor și stelelor variabile.
Din 1963 până în 1975, a predat la Universitatea La Sapienza din Roma, iar în 1968 a descoperit galaxiile Maffei 1 și Maffei 2. În 1975 a fost numit director al Observatorului de Astrofizică al Universității din Catania; din 1980 deținut funcția de profesor de astrofizică in cadrul Departamentului de Fizică  a Universității din Perugia. În anul 1987 a fondat Asociația Astronomică Umbra.
A murit la vârsta de 83 de ani, în Foligno în dimineața zilei de 1 martie 2009.

## Onoruri
- Asteroidul 18426 Maffei îi poartă numele.
- Medaglia ai benemeriti della cultura e dell'arte (1989)

## Publicații
- Al di là della Luna (1973)
- I mostri del cielo (1976)
- L'universo nel tempo (1982)
- La cometa di Halley: dal passato al presente (1984)
- Giuseppe Settele, il suo diario e la questione galileiana (1987)